# 5-HT1E-receptor
Az 5-hidroxitriptamin (szerotonin) 1E-receptor (5-HT1E) erősen expresszált humán G-protein-kapcsolt receptor mely az 5-HT1-receptor-család tagja (Gi-kapcsolt szerotoninreceptor). A humán gén jele HTR1E.

## Funkció
Az 5-HT1E-receptor funkciója ismeretlen, mivel nincsenek megfelelő farmakológiai eszközök, specifikus antitestek és megfelelő állatmodellek. Az 5-HT1E-receptor humán génjében kevés a polimorfizmus (mutáció), ez nagymértékű szekvenciaállandóságot jelent, így feltehetően az 5-HT1E-receptornak fontos fiziológiai szerepe lehet emberben. Az 5-HT1E-receptor feltehetően érintett a memóriaszabályzásban, mivel nagy mennyiségben van jelen a frontális kéregben, a hippokampuszban és a szaglógumóban, ezek mindegyike az agy memóriaszabályzásban fontos része.
A receptor eltér a többi szerotoninreceptortól abban, hogy nem ismert patkányokban vagy egerekben, ezekben nincs jelen az 5-HT1E-receptor génje. Azonban a sertés, a rhesusmajom és egyes nyúlfélék (beleértve a nyulat), valamint a tengerimalac rendelkezik homológ 5-HT1E-receptor-génnel. A tengerimalac a legvalószínűbb élőlény, ahol az 5-HT1E-receptor funkcióját in vivo tanulmányozni fogják. Az 5-HT1E-receptor expresszióját a tengerimalac agyában farmakológiailag igazolták; az 5-HT1E-receptor expressziós mintái a humán és a tengerimalacagyban nagyjából hasonlók. A humán agykéregben az 5-HT1E expressziójában kamaszkorban átmenet történik, ez erősen korrelál az 5-HT1B expressziójáéval.
Az 5-HT1E legközelebbi rokona az 5-HT1F-receptor. 57%-os szekvenciahomológiát mutatnak és van néhány közös farmakológiai jellemzőjük. Mindkét receptor Gi-kapcsolt (gátolja az adenilát-ciklázt), mindkettőnek nagy az affinitása az 5-HT-re, és kicsi az 5-karboxiamidotriptainra és a mezulerginre. Azonban az agyi expressziós mintáik eltérése miatt valószínűtlen, hogy e receptorok hasonló funkciókat mediálnak. Például az 5-HT1E-receptor gyakori a hippokampuszban, de nem észlelhető a striatumban (a humán agy farkosmagja és putamenje), de ennek fordítottja igaz az 5-HT1F-receptorra. Így az 5-HT1E-receptor funkcióiról szóló következtetések nem vonatkoznak az 5-HT1F-receptorra, és fordítva.

## Szelektív ligandumok
Nem ismert erősen szelektív 5-HT1E-ligandum. A [3H]5-HT az egyetlen nagy 5-HT1E-receptor-affinitású radioligandum (5nM).

### Agonisták
- BRL-54443 (5-hidroxi-3-(1-metilpiperidin-4-il)-1H-indol) – vegyes 5-HT1E/1F-agonista

### Antagonisták
- spiperon (kis affinitás)[11]

## Fordítás
Ez a szócikk részben vagy egészben  a(z)   5-HT1E receptor című angol Wikipédia-szócikk ezen változatának fordításán alapul.  Az eredeti cikk szerkesztőit annak laptörténete sorolja fel. Ez a jelzés csupán a megfogalmazás eredetét és a szerzői jogokat jelzi, nem szolgál a cikkben szereplő információk forrásmegjelöléseként.